# Bobby Henderson (musique)
Pour les articles homonymes, voir Bobby Henderson et Henderson.
 (mars 2016).
Si vous disposez d'ouvrages ou d'articles de référence ou si vous connaissez des sites web de qualité traitant du thème abordé ici, merci de compléter l'article en donnant les références utiles à sa vérifiabilité et en les liant à la section « Notes et références ».
Bobby Henderson, né le 6 avril 1910 à New York et mort le 9 décembre 1969 également à New York, est un pianiste de jazz américain.

## Biographie
Il fut l'accompagnateur de Billie Holiday, ainsi que son amant de 1930 à 1934.